# Teratembiidae
Teratembiidae zijn een familie van webspinners (Embioptera).

## Taxonomie
- Geslacht Diradius
  - Diradius caribbeanus - (Ross, 1944)
  - Diradius chiapae - (Ross, 1944)
  - Diradius diversilobus - Ross, 1984
  - Diradius emarginatus - (Ross, 1944)
  - Diradius erba - Szumik, 1991
  - Diradius fairchildi - Ross, 1992
  - Diradius jalapae - (Ross, 1944)
  - Diradius lobatus - (Ross, 1944)
  - Diradius pacificus - (Ross, 1940)
  - Diradius pallidus - Ross, 1984
  - Diradius pusillus - Friederichs, 1934
  - Diradius uxpanapaensis - Marino & Marquez, 1982
  - Diradius vandykei - (Ross, 1944)
- Geslacht Oligembia
  - Oligembia armata - Ross, 1944
  - Oligembia bicolor - Ross, 1944
  - Oligembia brevicauda - Ross, 1940
  - Oligembia buscki - Ross, 1944
  - Oligembia capensis - Ross, 1984
  - Oligembia convergens - Ross, 1992
  - Oligembia darlingtoni - Ross, 1944
  - Oligembia excisa - Ross, 1944
  - Oligembia gigantea - Ross, 1944
  - Oligembia hubbardi - (Hagen, 1885)
  - Oligembia intricata - Davis,1942
  - Oligembia mandibulata - Ross,1992
  - Oligembia melanura - Ross,1944
  - Oligembia mini - Szumik,1991
  - Oligembia nigrina - Ross,1944
  - Oligembia oligotomoides - (Enderlein, 1912)
  - Oligembia peruviana - Ross,1944
  - Oligembia plaumanni - Ross,1944
  - Oligembia quadriceps - Ross,1992
  - Oligembia rossi - Davis,1939
  - Oligembia scalpta - Ross,1992
  - Oligembia unicolor - Ross,1944
  - Oligembia versicolor - Ross,1972
- Geslacht Paroligembia
  - Paroligembia angolica - Ross, 1952
- Geslacht Teratembia
  - Teratembia argentina - (Navas, 1918)
  - Teratembia banksi - (Davis, 1939)
  - Teratembia geniculata - Krauss,1911
  - Teratembia producta - (Ross, 1944)